# Liste der Stolpersteine in Herzogenrath
Die Liste der Stolpersteine in Herzogenrath enthält die Stolpersteine, die im Rahmen des gleichnamigen Kunst-Projekts von Gunter Demnig in Herzogenrath verlegt wurden. Mit ihnen soll an die Opfer des Nationalsozialismus erinnert werden, die in Herzogenrath lebten und wirkten.

## Liste der Stolpersteine
| Name                     | Adresse                      | Bild                                                  | Inschrift | Verlegedatum  | Biografie und Anmerkungen                                                                                       |
| ------------------------ | ---------------------------- | ----------------------------------------------------- | --- | ------------- | --- |
| Paul Leitner             | Adolfstraße 28 ·             |                                                       | Hier wohnte Paul Leitner Jg. 1887 im Widerstand verhaftet 1933 1944 Buchenwald ermordet 1945 in Sachsenhausen                                                          | 3. Dez. 2010  | |
| Wilhelm Schwenderling    | Bierstraße 70 ·              | Stolperstein für Wilhelm Schwenderling (Herzogenrath) | Hier wohnte Wilhelm Schwenderling Jg. 1932 eingewiesen 1940 Heilanstalt St. Josef Mönchengladbach-Hardt 'verlegt' 18.5.1943 Heilanstalt Niedernhart ermordet 3.6.1943  | 23. Juni 2016 | |
| August Rubens            | Dammstraße 3 ·               |                                                       | Hier wohnte August Rubens Jg. 1886 deportiert 1942 Richtung Osten ermordet                                                                                             | 3. Dez. 2010  | |
| Hedwig Rubens            | Dammstraße 3 ·               |                                                       | Hier wohnte Hedwig Rubens geb. Oppenheimer Jg. 1895 deportiert 1942 Richtung Osten ermordet                                                                            | 3. Dez. 2010  | |
| Arnold Scheeren          | Forstheider Straße 80 ·      |                                                       | Hier wohnte Arnold Scheeren Jg. 1879 Christlicher Gewerkschaftler verhaftet 1944 Haftanstalt Wolfenbüttel ermordet 5.11.1944                                           | 2. Feb. 2012  | |
| Siegfried Jacobi         | Geilenkirchener Straße 446 · |                                                       | Hier wohnte Dr. Siegfried Jacobi Jg. 1876 deportiert 1942 Theresienstadt tot 4.11.1942                                                                                 |               | |
| Joseph Ludwig Buchkremer | Josefstraße 6 ·              |                                                       | Hier wohnte Joseph Ludwig Buchkremer Jg. 1899 verhaftet 20.2.1942 Gefängnis Aachen Dachau überlebt                                                                     | 18. Okt. 2008 | |
| Leo Cytron               | Josefstraße 15 ·             | Stolperstein für Leo Cytron (Herzogenrath)            | Hier wohnte Leo Cytron Jg. 1889 verhaftet 11.1.1944 Gefängnis Aachen deportiert 1944 Auschwitz ermordet 16.3.1945 Mauthausen                                           | 18. Okt. 2008 | |
| Wilhelmine Reiter        | Kleikstraße 72 ·             |                                                       | Hier wohnte Wilhelmine Reiter Jg. 1897 Flucht 1935 Schicksal unbekannt                                                                                                 | 2. Feb. 2012  | |
| Abraham Baer Reiter      | Kleikstraße 72 ·             |                                                       | Hier wohnte Abraham Baer Reiter Jg. 1899 Flucht 1935 Schicksal unbekannt                                                                                               | 2. Feb. 2012  | |
| Betty Reiter             | Kleikstraße 72 ·             |                                                       | Hier wohnte Betty Reiter Jg. 1929 Flucht 1935 Schicksal unbekannt | 2. Feb. 2012  | |
| Isidor Reiter            | Kleikstraße 72 ·             |                                                       | Hier wohnte Isidor Reiter Jg. 1934 Flucht 1935 Schicksal unbekannt | 2. Feb. 2012  | |
| Wilhelm Rubens           | Kleikstraße 72 ·             |                                                       | Hier wohnte Wilhelm Rubens Jg. 1890 deportiert Majdanek ermordet |               | |
| Klara Rubens             | Kleikstraße 72 ·             |                                                       | Hier wohnte Klara Rubens geb. Würzburger Jg. 1888 deportiert Majdanek ermordet 24.12.1942                                                                              |               | |
| Edith Rubens             | Kleikstraße 72 ·             |                                                       | Hier wohnte Edith Rubens Jg. 1919 Flucht England überlebt |               | |
| Ingeborg Rubens          | Kleikstraße 72 ·             |                                                       | Hier wohnte Ingeborg Rubens Jg. 1921 deportiert Auschwitz ermordet |               | |
| Karl Friedrich Mayer     | Markt 1a ·                   |                                                       | Hier wohnte Karl Mayer Jg. 1888 Flucht 1933 Belgien Frankreich interniert Drancy deportiert 1942 ermordet in Auschwitz                                                 | 3. Dez. 2010  | |
| Johann Peter Leisten     | Mühlenstraße 79 ·            |                                                       | Hier wohnte Johann P. Leisten Jg. 1914 verhaftet 1940 'Wehrkraftzersetzung' mehrfach inhaftiert Jan. 1945 Buchenwald medizinische Experimente Transport Dachau befreit | 2. Aug. 2019  | |
| Josef Hark               | Oststraße ·                  |                                                       | Hier wohnte Josef Hark Jg. 1875 im Widerstand/KPD mehrmals verhaftet zuletzt 1944 Bergen-Belsen Tot an den Folgen 15.4.1945                                            | 2. Juli 2013  | |
| Karl Rubens              | Pannesheider Straße 60 ·     |                                                       | Hier wohnte Karl Rubens Jg. 1870 deportiert 1943 Auschwitz ermordet 12.2.1943                                                                                          | 15. Dez. 2009 | |
| Hanetta Rubens-Weil      | Pannesheider Straße 60 ·     |                                                       | Hier wohnte Hanetta Rubens geb. Weil Jg. 1863 deportiert 1943 Auschwitz ermordet 12.2.1943                                                                             | 15. Dez. 2009 | |
| Alfred Goldsteen         | Südstraße 46 ·               |                                                       | Hier wohnte Alfred Goldsteen Jg. 1906 verzogen 1926 Holland verhaftet 1944 Gefängnis Scheveningen deportiert 1944 Mauthausen ermordet 10.4.1945                        | 3. Dez. 2010  | Nach einem Diebstahl wurden die Stolpersteine für Alfred und Carolina Goldsteen am 6. Oktober 2021 neu verlegt. |
| Carolina Goldsteen       | Südstraße 46 ·               |                                                       | Hier wohnte Carolina Goldsteen geb. Mendel Jg 1880 verzogen 1926 Holland interniert Westerbork deportiert 1943 Auschwitz ermordet 22.10.1943                           | 3. Dez. 2010  | |
| Joseph Spiegel           | Weststraße 2 ·               |                                                       | Hier wohnte Joseph Spiegel Jg. 1901 Flucht 1938 interniert Mechelen deportiert 1942 Auschwitz ermordet 14.9.1942                                                       |               | |
| Kurt Berkner             | Willibrordstraße 107 ·       |                                                       | Hier wohnte Kurt Berkner Jg. 1907 im Widerstand 'Merksteiner Gruppe' verhaftet 1938 Gefängnis Aachen gefoltert tot 23.2.1938                                           | 3. Dez. 2010  | |